# Lijst van burggraven van Coevorden
Lijst van burggraven, heren en kasteleins van Coevorden met als uitvalsbasis het Kasteel van Coevorden:

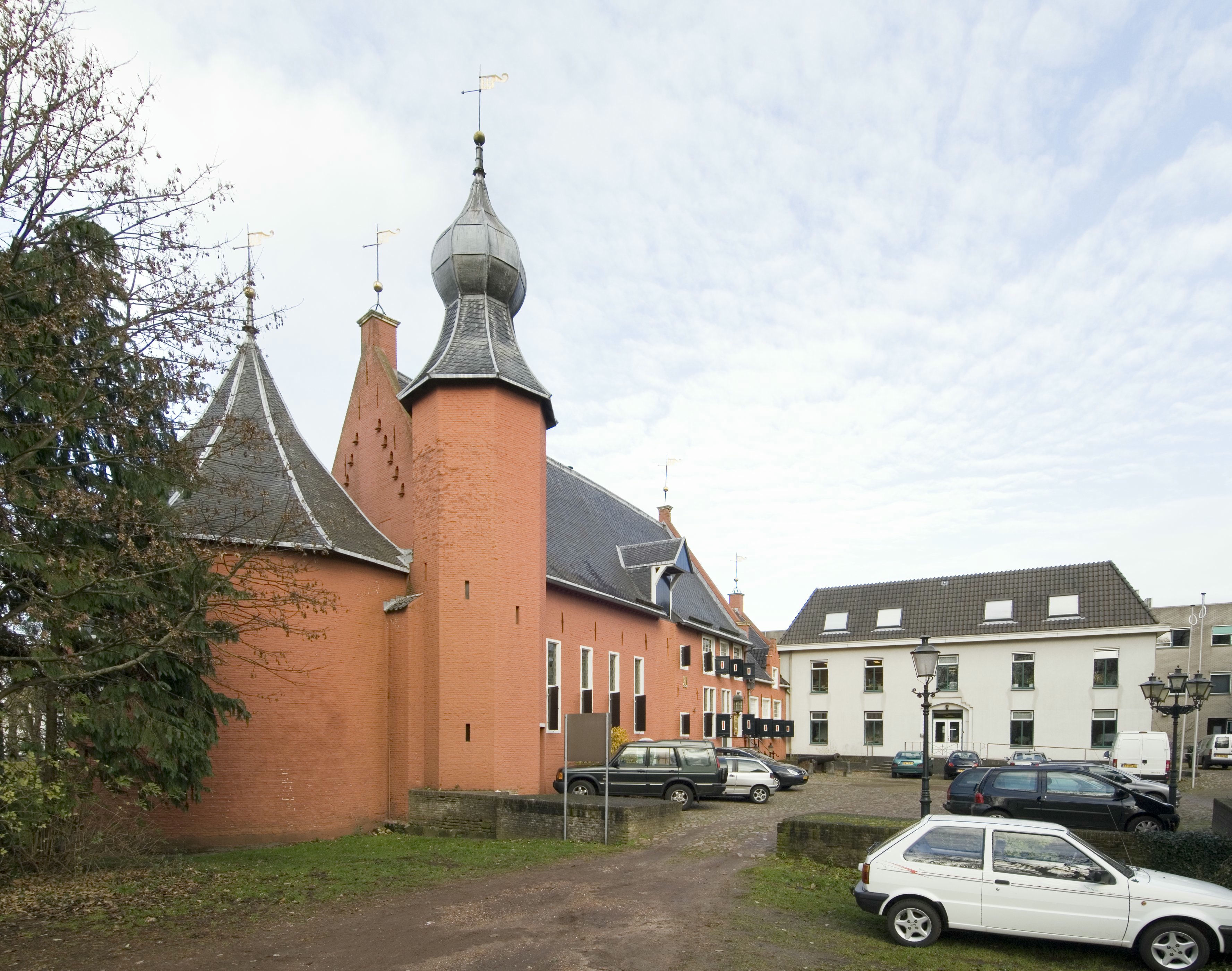
Kasteel van Coevorden

| Naam                                          | Periode          | Bijzonderheden |
| --------------------------------------------- | ---------------- | --- |
| -                                             | 1024             | Hendrik II van het Heilige Roomse Rijk schenkt het graafschap Drenthe aan de bisschop van Utrecht. De bisschop stelt een burggraaf aan op de burcht van Coevorden.                                                                                                  |
| Ludolf van Bierum                             | 1141 - 1143      | Benoemd door zijn broer bisschop Hartbert van Bierum |
| Florencius van Vorenborch                     | 1143 - ????      | Kastelein |
| Rudolf I van Coevorden & Volker van Coevorden | ???? - voor 1182 | Heren van Coevorden |
| Gijselbert Postekin                           | ???? - 1182      | Heer van Coevorden |
| Otto I van Bentheim                           | 1182 - 1196      | Aangesteld door zijn broer, bisschop Boudewijn van Holland |
| Rudolf II van Coevorden                       | 1196 - 1228      | Heer van Coevorden |
| Onbekend                                      | 1228 - 1229      | Bisschop Wilbrand van Oldenburg verovert Coevorden |
| Rudolf II van Coevorden                       | 1229 - 1230      | Rudolf wordt gemarteld en gedood door bisschop Wilbrand van Oldenburg |
| Hendrik II van Borculo                        | 1230 - 1236      | Bisschop Wilbrand van Oldenburg verwoest het kasteel en de stad en wijst bezittingen toe aan Hendrik II |
| Hendrik III van Borculo                       | 1245 - 1288      | Burggraaf van Coevorden, is in 1236 slechts drie jaar oud, tot zijn volmondigheid worden de zaken waargenomen door graaf Herman van Loon. Hendrik III sneuvelde tijdens de Slag bij Woeringen.                                                                      |
| Reinoud I                                     | 1288 - ????      | Heer van Coevorden |
| Reinoud II                                    | 1338 - 1370      | Heer van Coevorden |
| Reinoud III                                   | 1370 - 1376      | Heer van Coevorden en broer van Reinold III die in 1370 het kasteel verpand krijgt |
| Reinoud IV                                    | 1376 - 1402      | Heer van Coevorden. Op 4 april doet Reinold IV afstand van Coevorden. Hierna wordt de stad bij Overijssel gevoegd en krijgt in 1407 stadsrechten van bisschop Frederik van Blankenheim.                                                                             |
| Johan van Selbach                             | 1522-1536        | Kastelein van Coevorden. In 1522 wordt het kasteel van Coevorden door Selbach en zijn leger ingenomen. Na een beleg van twee maanden in 1536 moet Selbach de vesting Coevorden overdragen aan Georg Schenck van Tautenburgh, de legeraanvoerder van keizer Karel V. |